# Wrigley Field
Wrigley Field – stadion baseballowy w Chicago w Stanach Zjednoczonych, na którym rozgrywa swoje mecze drużyna Chicago Cubs. W latach 1921–1970 toczyły się tu również spotkania zespołu Chicago Bears występującego w lidze NFL footballu amerykańskiego.
Stadion został zbudowany w 1914 roku i po wielokrotnych przebudowach obecnie mieści ponad 41 tysięcy kibiców. W plebiscycie zorganizowanym wiosną 2007 roku został wybrany jednym z siedmiu cudów stanu Illinois. Potocznie stadion często określany jest jako The Friendly Confines, co można dosłownie przetłumaczyć jako życzliwe więzienie.
Stadion ma wiele odniesień w kulturze amerykańskiej. Rozgrywały się na nim akcje licznych filmów i seriali telewizyjnych. Na terenie stadionu kręcono między innymi zdjęcia do filmów The Blues Brothers, Ich własna liga i Bezsenność w Seattle.

## Hokej na Wrigley Field
1 stycznia 2009 roku na Wrigley Field zmierzyły się drużyny NHL Chicago Blackhawks z Detroit Red Wings. Goście zwyciężyli 6:4.  Stadion został specjalnie przebudowany na tę okazję i był to pierwszy niebaseballowy mecz rozegrany na tym obiekcie od czasu przeniesienia się Chicago Bears na swoje nowe boisko Soldier Field.